# شعبه العامر
شعبه العامر (به عربی: شعبة العامر) یک شهرداری‌های الجزایر در الجزایر است که در ناحیه یسر واقع شده‌است.
 شعبه العامر  ۳۰٬۲۲۳ نفر جمعیت دارد.